# Malacca, Malaysia
Malacca („Malakka”) este un oraș portuar situat într-un stat federal cu același nume din Malaysia. In prezent orașul are o populație de  370.000 de locuitori. Din cauza adâncimii reduse a apei, portul poate fi folosit numai de nave mici.

## Date geografice
Orașul este situat pe malul de vest al Malayesiei (Strâmtoarea Malacca) la ca. 200 km nord-vest de Singapore. Strâmtoarea desparte insula Sumatra de peninsula Malayesiei, ea fiind drumul comercial al navelor între India și China. După unele aprecieri în anul 2006 au trecut zilnic prin strâmtoare ca. 2000 de nave comerciale. Malacca oferă un port natural care este protejat de furtuni de un inel de insulițe. O apă curgătoare împarte orașul în două, regiunea înconjurătoare este bogată în zăcăminte de staniu cu o vegetație formată din păduri tropicale, care se reduce treptat în favoarea plantajelor.

## Monumente
- Biserica Sfântul Paul din Malacca, secolul al XVI-lea, ruine